# Каданчик, Сергей Николаевич
Каданчик Сергей Николаевич (белор. Каданчык Сяргей Мікалаевіч;12 сентября 1906 — 15 сентября 1943) — советский
военачальник, командир 1339-го стрелкового полка 318-й дивизии 18-й армии (13 декабря 1942 — 15 сентября 1943), подполковник. Участник Великой Отечественной войны. Герой Советского Союза (18 сентября 1943, посмертно). Погиб в бою.

## Биография
Родился в 1906 году в деревне Моисеевичи, ныне Осиповичского района Могилёвской области Республики Беларусь в крестьянской семье. Белорус.
Образование: гражданское — начальная школа, военное — Киевские объединённые курсы подготовки командиров РККА (1932 год).
Член ВКП(б)/КПСС с 1939 года.
В Красной Армии с 1928 года. Участник Советско-финской войны (1939—1940 гг).
В боях Великой Отечественной войны с 22 июня 1941 года.
В августе 1942 года участвовал в обороне Кавказа в должности командира стрелкового батальона 139-й стрелковой бригады 1-го отдельного стрелкового корпуса.
Участник Новороссийской операции. В ночь на 10 сентября 1943 года 1339-й стрелковый полк 318-й дивизии 18-й армии подполковника Каданчика С. Н. участвовал в морском десанте в Цемесской бухте в районе электростанции и цементного завода «Красный Октябрь». Катер, на котором находился командир полка, был подбит огнём противника и затонул. Сам Каданчик С. Н. с частью бойцов был спасён экипажем другого катера, возвращавшимся после высадки десантников в Геленджик. Командование полком на месте высадки взял на себя начальник штаба полка Ковешников Д. С. На позицию, удерживаемую полком, Каданчик С. Н. смог попасть только спустя полдня. Тяжёлые бои длились неделю — 16 сентября 1943 года порт и город Новороссийск были полностью освобождены. 
Накануне, 15 сентября 1943 года подполковник Сергей Николаевич Каданчик погиб на наблюдательном пункте от прямого попадания вражеского снаряда.
18 сентября 1943 года указом Президиума Верховного Совета СССР С. Н. Каданчику присвоено звание Героя Советского Союза (посмертно).

## Память
Памятник поставлен в Геленджике, но впоследствии увековечен на Площади Героев в Новороссийске, в которой также находится заместитель командира 1339-го стрелкового полка майор Леженин А. И.
В 1968 году именем Сергея Каданчика была названа одна из улиц Новороссийска.
Именем Героя названы улицы в городе-герое Новороссийске Краснодарского края Российской Федерации и городе Осиповичи Республики Беларусь.

## Награды
- Медаль «Золотая Звезда» Героя Советского Союза (Указ ПВС СССР от 18 сентября 1943),
- орден Ленина (Указ ПВС СССР от 18 сентября 1943),
- орден Ленина,
- орден Красного Знамени,
- орден Красной Звезды.